# Karaska
Karaska – kolonia w Polsce położona w województwie mazowieckim, w powiecie ostrołęckim, w gminie Kadzidło.

## Położenie
Kolonia Karaska leży na terenie Równiny Kurpiowskiej i Puszczy Zielonej, pośród lasów, łąk i bagien, nad rzeką Piasecznicą.

## Środowisko naturalne
W odległości 2 km od Karaski znajdują się dwa rezerwaty przyrody:
- rezerwat przyrody Podgórze
- rezerwat przyrody Torfowisko Karaska

## Historia
Osada powstała, gdy rząd pruski nadał w 1806 roku mennonicie Piotrowi Schultzowi 19 mórg lasu i 71 mórg bagien z prawem kolonizacji. W 1827 roku w Karasce były 2 domostwa i 13 mieszkańców. W 1878 roku istniały 3 domostwa z 26 mieszkańcami. Miejscowość rozrosła się do 154 mórg gruntu, w tym 50 mórg roli. 
W latach 1921–1939 ówczesna wieś leżała w województwie białostockim, w powiecie ostrołęckim, w gminie Dylewo, a od 1931 w gminie Kadzidło.
Według Powszechnego Spisu Ludności z 1921 roku wieś zamieszkiwało 29 osób w 5 budynkach mieszkalnych. Miejscowość należała do parafii rzymskokatolickiej w m. Kadzidło. Podlegała pod Sąd Grodzki w Myszyńcu i Okręgowy w Łomży; właściwy urząd pocztowy mieścił się w m. Kadzidło.
W wyniku agresji niemieckiej we wrześniu 1939 wieś znalazła się pod okupacją niemiecką. Od 1939 do wyzwolenia w 1945 włączona w skład Landkreis Scharfenwiese, rejencji ciechanowskiej Prus Wschodnich III Rzeszy.
W latach 1975–1998 miejscowość administracyjnie należała do województwa ostrołęckiego.

## Gospodarka
Część złóż torfu sąsiadująca z rezerwatem przyrody Torfowisko Karaska jest eksploatowana i dowożona wąskotorową kolejką do znajdującej się na skraju miejscowości wytwórni mączki torfowej.

## Religia
Wierni kościoła rzymskokatolickiego należą do parafii św. Jana Chrzciciela w Wachu.